# Сан-Маркос-де-Халиско (муниципалитет)
Сан-Маркос (исп. San Marcos) или Сан-Маркос-де-Халиско (исп. San Marcos de Jalisco) — муниципалитет в Мексике, в штате Халиско, с административным центром в одноимённом посёлке. Численность населения, по данным переписи 2020 года, составила 3791 человек.

## Общие сведения
Название San Marcos дано в честь святого Марка.
Площадь муниципалитета равна 305,5 км², что составляет 0,4 % от общей площади штата, а наиболее высоко расположенное поселение Лос-Седрос находится на высоте 1714 метров.
Сан-Маркос граничит с другими муниципалитетами штата Халиско: на севере с Магдаленой, на востоке и юге с Эцатланом, а на западе граничит с другим штатом Мексики — Наяритом.

## Учреждение и состав
Муниципалитет был образован указом от 17 апреля 1907 года, вступившим в силу 1 января 1908 года.
По данным 2020 года в его состав входит 28 населённых пунктов, самые крупные из которых:
| Код INEGI                  | Населённый пункт                                                                       | Численность населения (2005 год) | Численность населения (2010 год) | Численность населения (2020 год) |
| -------------------------- | -------------------------------------------------------------------------------------- | -------------------------------- | -------------------------------- | -------------------------------- |
| 075                        | Всего                                                                                  | 3533                             | 3762                             | 3791                             |
| 0001                       | Сан-Маркос (исп. San Marcos) 20°47′24″ с. ш. 104°11′51″ з. д. (административный центр) | 3179                             | 3383                             | 3478                             |
| 0039                       | Ла-Пуэрта-дель-Коче (исп. La Puerta del Coche) 20°48′13″ с. ш. 104°13′34″ з. д.        | 118                              | 114                              | 118                              |
| 0044                       | Сан-Исидро (исп. San Isidro) 20°46′53″ с. ш. 104°09′45″ з. д.                          | 32                               | 32                               | 59                               |
| 0090                       | Лас-Себольяс (исп. Las Cebollas) 20°47′39″ с. ш. 104°18′30″ з. д.                      | 17                               | 30                               | 14                               |
| —                          | Прочие                                                                                 | 187                              | 203                              | 122                              |
| Названия на карте Генштаба |                                                                                        |                                  |                                  |                                  |

## Экономическая деятельность
По статистическим данным 2000 года, работоспособное население занято по секторам экономики в следующих пропорциях:
- сельское хозяйство, животноводство и рыбная ловля — 38 %;
- промышленность и строительство — 22,4 %;
- торговля, сферы услуг и туризма — 38,2 %;
- безработные — 1,4 %.

## Инфраструктура
По статистическим данным 2020 года, инфраструктура развита следующим образом:
- электрификация: 99 %;
- водоснабжение: 85,5 %;
- водоотведение: 98,6 %.